# John Venn
John Venn (Kingston upon Hull, 4 agosto 1834 – Cambridge, 4 aprile 1923) è stato un matematico e statistico inglese.
È noto per i suoi contributi nel campo della logica, della teoria della probabilità e per l'ideazione di un particolare diagramma, il diagramma di Eulero-Venn, utilizzato per la rappresentazione grafica di elementi di insiemi e delle loro reciproche relazioni.

## Biografia
Figlio primogenito di un pastore anglicano, Henry Venn, rimase orfano della madre, Martha Sykes Venn, a soli tre anni. Ricevette un'istruzione da insegnanti privati per poi essere ammesso al Gonville and Caius College dell'Università di Cambridge dove si laureò in matematica. Divenne sacerdote nel 1859 spintovi dalle tradizioni familiari, abbandonando tuttavia la carriera ecclesiastica ventiquattro anni dopo, ritenendo la religione anglicana troppo distante dalle sue convinzioni. Insegnò logica e filosofia della scienza presso lo stesso college che aveva frequentato come studente, per poi concludere il percorso di insegnamento come preside dell'istituto, dal 1903 fino alla morte, nel 1923. Nel 1867 sposò Susanna Carnegie Edmonstone da cui ebbe un figlio, John Archibald Venn.
Per quanto riguarda la logica deduttiva Venn approfondì i procedimenti logici introdotti da George Boole. Egli, inoltre, riteneva che la logica simbolica (termine da lui stesso coniato) non fosse in contrasto con il ragionamento tipico del senso comune.

## Opere
- The Logic of Chance, 1866
- The foundations of chance, 1872

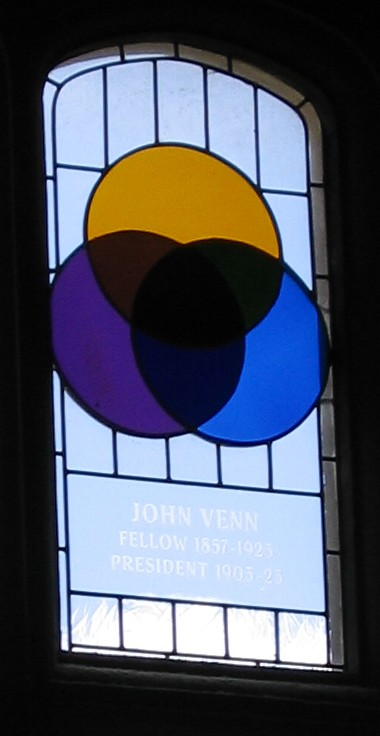
Una vetrata del 1989 situata al Gonville and Caius College dell'Università di Cambridge, in onore di John Venn, creata da Maria McClafferty

- On the Diagrammatic and Mechanical Representation of Prepositions and Reasonings, in: Philosophical Magazine and Journal of Science, 1880
- Symbolic Logic, 1888, 1894
- The principles of empirical logic, 1889
- The Biographical History of Gonville and Caius College, 1349-1897
- Alumni Cantabrigienses: A Biographical List of All Known Students, Graduates and Holders of Office at the University of Cambridge, from the Earliest Times to 1900